# 해빌랜드 모리스
해빌랜드 모리스(영어: Haviland Morris, 1959년 9월 14일 ~ )는 미국의 영화 배우, 부동산 중개인이다.

## 학력
- 뉴욕 주립 대학교 퍼처스 칼리지

## 출연작

### 영화
- 아직은 사랑을 몰라요 (1984)
- 나 홀로 집에 3 (1997) - 카렌 역